# Esqui cross-country nos Jogos Olímpicos de Inverno de 1998

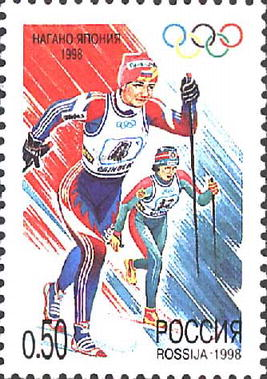
Esqui cross-country nos Jogos Olímpicos de Inverno de 1998

O esqui cross-country nos Jogos Olímpicos de Inverno de 1998 consistiu de dez eventos, sendo cinco masculinos e cinco femininos. As provas foram disputadas em Snow Harp, Kamishiro, em Nagano, no Japão.
A Rússia dominou os eventos femininos conquistando as cinco medalhas de ouro em disputa. No masculino a delegação da Noruega obteve quatro das cinco medalhas de ouro. O finlandês Mika Myllylä foi o único que conseguiu superar o domínio com a vitória no clássico de 30km.

## Medalhistas
Masculino
| Evento                               | Ouro                                                                  | Prata                                                             | Bronze                                                               |
| ------------------------------------ | --------------------------------------------------------------------- | ----------------------------------------------------------------- | -------------------------------------------------------------------- |
| 10 km clássico detalhes              | Bjørn Dæhlie NOR Noruega                                              | Markus Gandler AUT Áustria                                        | Mika Myllylä FIN Finlândia                                           |
| 30 km clássico detalhes              | Mika Myllylä FIN Finlândia                                            | Erling Jevne NOR Noruega                                          | Silvio Fauner ITA Itália                                             |
| 50 km livre detalhes                 | Bjørn Dæhlie NOR Noruega                                              | Niklas Jonsson SWE Suécia                                         | Christian Hoffmann AUT Áustria                                       |
| Perseguição combinada 15 km detalhes | Thomas Alsgaard NOR Noruega                                           | Bjørn Dæhlie NOR Noruega                                          | Vladimir Smirnov KAZ Cazaquistão                                     |
| Revezamento 4x10 km detalhes         | Sture Sivertsen Erling Jevne Bjørn Dæhlie Thomas Alsgaard NOR Noruega | Marco Albarello Fulvio Valbusa Fabio Maj Silvio Fauner ITA Itália | Harri Kirvesniemi Mika Myllylä Sami Repo Jari Isometsä FIN Finlândia |

Feminino
| Evento                               | Ouro                                                                 | Prata                                                                        | Bronze                                                                        |
| ------------------------------------ | -------------------------------------------------------------------- | ---------------------------------------------------------------------------- | ----------------------------------------------------------------------------- |
| 5 km clássico detalhes               | Larisa Lazutina RUS Rússia                                           | Kateřina Neumannová CZE República Checa                                      | Bente Martinsen NOR Noruega                                                   |
| 15 km clássico detalhes              | Olga Danilova RUS Rússia                                             | Larisa Lazutina RUS Rússia                                                   | Anita Moen-Guidon NOR Noruega                                                 |
| 30 km livre detalhes                 | Yuliya Chepalova RUS Rússia                                          | Stefania Belmondo ITA Itália                                                 | Larisa Lazutina RUS Rússia                                                    |
| Perseguição combinada 10 km detalhes | Larisa Lazutina RUS Rússia                                           | Olga Danilova RUS Rússia                                                     | Kateřina Neumannová CZE República Checa                                       |
| Revezamento 4x5 km detalhes          | Nina Gavrilyuk Olga Danilova Yelena Välbe Larisa Lazutina RUS Rússia | Bente Martinsen Marit Mikkelsplass Elin Nilsen Anita Moen-Guidon NOR Noruega | Karin Moroder Gabriella Paruzzi Manuela Di Centa Stefania Belmondo ITA Itália |

## Quadro de medalhas
| Ordem | País                | Medalha de ouro | Medalha de prata | Medalha de bronze |    |
| ----- | ------------------- | --------------- | ---------------- | ----------------- | -- |
| 1     | RUS Rússia          | 5               | 2                | 1                 | 8  |
| 2     | NOR Noruega         | 4               | 3                | 2                 | 9  |
| 3     | FIN Finlândia       | 1               |                  | 2                 | 3  |
| 4     | ITA Itália          |                 | 2                | 2                 | 4  |
| 5     | AUT Áustria         |                 | 1                | 1                 | 2  |
| 5     | CZE República Checa |                 | 1                | 1                 | 2  |
| 7     | SWE Suécia          |                 | 1                |                   | 1  |
| 8     | KAZ Cazaquistão     |                 |                  | 1                 | 1  |
| TOTAL | TOTAL               | 10              | 10               | 10                | 30 |